# 林生紫堇
林生紫堇（学名：Corydalis nemoralis）为罂粟科紫堇属下的一个种。

## 扩展阅读
維基物種上的相關：林生紫堇